# State of Confusion
State of Confusion är ett musikalbum av The Kinks. Albumet släpptes i juni 1983 på Arista Records och kom att bli ett av gruppens mest framgångsrika album kommersiellt sett. På albumet finns låten "Come Dancing" vilken släpptes som singel och blev en av deras största hits, särskilt i USA.

## Låtlista
1. "State of Confusion" - 3:41
2. "Definite Maybe" - 4:27
3. "Labour of Love" - 3:54
4. "Come Dancing" - 3:54
5. "Property" - 4:19
6. "Don't Forget to Dance" - 4:34
7. "Young Conservatives" - 3:58
8. "Heart of Gold" - 4:02
9. "Clichés of the World (B Movie)" - 4:51
10. "Bernadette" - 3:41

## Listplaceringar
- Billboard 200, USA: #12[1]
- VG-lista, Norge: #10[2]
- Topplistan, Sverige: #23[3]